# Andreas Corsini

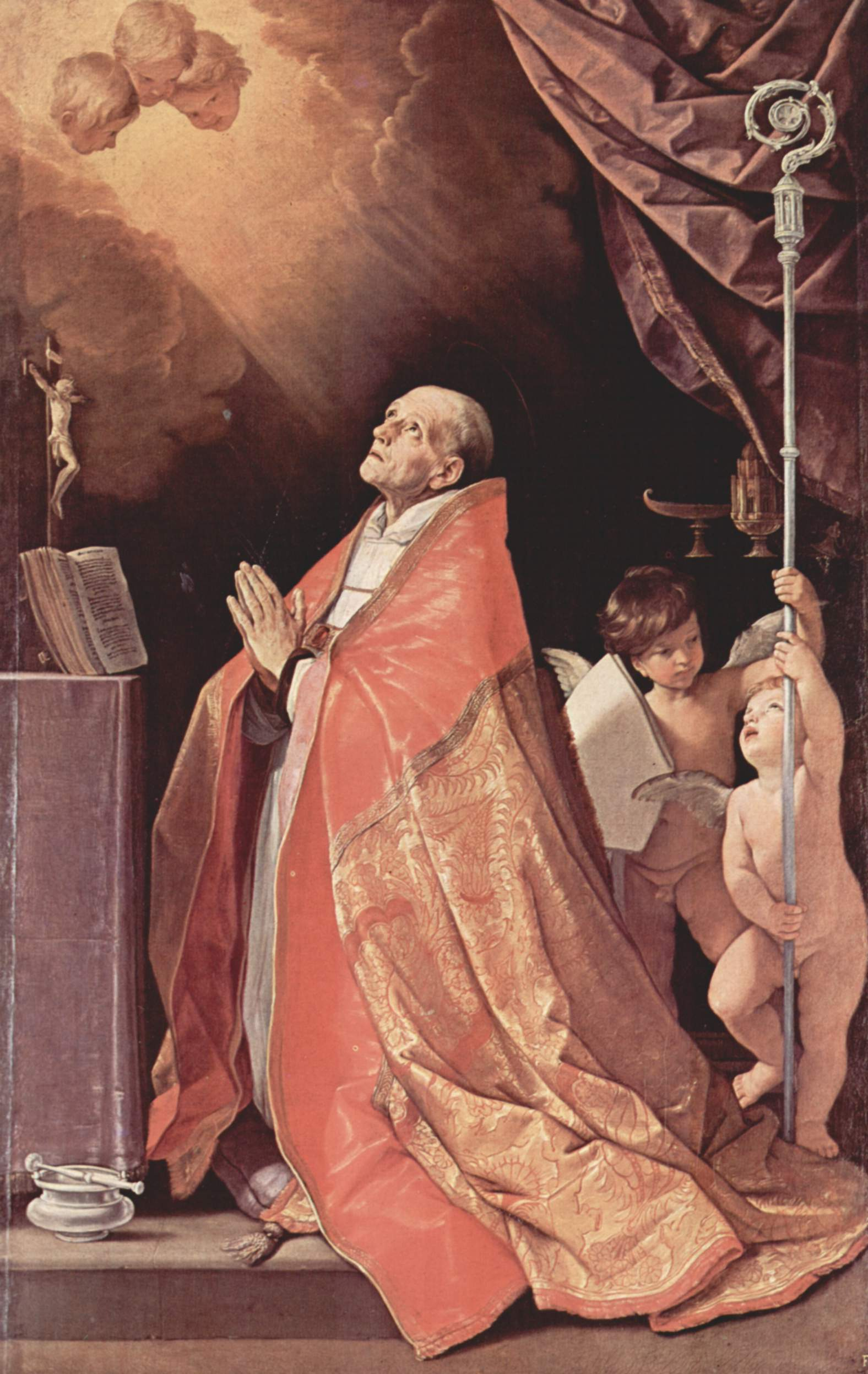
Andreas Corsini door Guido Reni

Andreas Corsini (Florence, 1302 - Fiesole, 6 januari 1374) 
(Italiaans: Andrea Corsini) was een Italiaanse karmeliet en bisschop van Fiesole.

## Leven
Andreas Corsini werd geboren in Florence in 1302 als lid van het beroemde geslacht Corsini. Hij trad in bij de karmelieten in zijn geboorteplaats, legde zich toe op versterving en studeerde in Parijs en Avignon. 
Teruggekomen van zijn studies werd Corsini de apostel van Florence. Men beschouwde hem als een profeet en een thaumaturg. Toen hij benoemd werd tot bisschop van Fiesole, vluchtte hij, omdat hij deze functie niet wilde. Hij werd door een kind gevonden in een huis van de kartuizers en alsnog gedwongen het bisschopsambt te aanvaarden.
Als bisschop werd hij nog strenger in zijn boetedoeningen, hij was mild voor de armen en werd ook als vredestichter gezocht, met name te Bologna waar hij als pauselijk legaat naartoe gestuurd werd om de kloof tussen adel en volk te dichten.
Na twaalf jaar het bisschopsambt bekleed te hebben, overleed hij in 1373 in de leeftijd van 71 jaar.

## Wonderen
Tijdens de Nachtmis van Kerstmis van 1373 verscheen aan Andreas de Moeder Gods, die hem zei dat hij deze wereld op het hoogfeest van Epifanie zou verlaten. Zo geschiedde.
Na zijn dood gebeurden er zo veel wonderen, dat paus Eugenius IV de openbare verering onmiddellijk toestond. De formele heiligverklaring volgde pas in 1629 door paus Urbanus VIII. De gedachtenis van Andreas Corsini wordt gevierd op 4 februari.
Paus Clemens XII, geboren als Lorenzo Corsini, liet in de aartsbasiliek van Sint-Jan van Lateranen een prachtige kapel bouwen voor zijn 14e-eeuwse heilige familielid.
- Bibliothèque nationale de France: cb157738442 (data)
- Catàleg d'autoritats de noms i títols de Catalunya: 981058614748906706
- Gemeinsame Normdatei: 102517924
- International Standard Name Identifier: 0000 0001 1476 5758
- Library of Congress Control Number: nr2003014529
- Nationale Bibliotheek van Tsjechië: xx0029735
- Système universitaire de documentation: 082125473
- Virtual International Authority File: 85482640
- WorldCat: E39PBJyGXR6fJWggpBcfwhYXVC